# Pike County (Mississippi)
Pike County is een county in de Amerikaanse staat Mississippi.
De county heeft een landoppervlakte van 1.059 km² en telt 38.940 inwoners (volkstelling 2000). De hoofdplaats is Magnolia.